# Dishonored
『Dishonored』（ディスオナード）は、ベセスダ・ソフトワークスより2012年10月に発売されたステルスアクションアドベンチャーゲーム。開発はフランスのゲーム開発会社のArkane Studios。プラットフォームはMicrosoft Windows、PlayStation 3、Xbox 360。題名となった"Dishonored"という英単語には『汚名を着せられた』『（不名誉により）屈辱を与えられた』というような意味がある。
日本版はPS3版のみが通常通りに販売されており、Xbox 360版の新品ソフトはAmazon.co.jpでのみ購入できる。なお、PC日本版は存在していない。
2013年12月12日には、本編に加え4つのDLCを同梱した「Game of The Year Edition」がPlayStation 3、Xbox 360で発売された。
なお、「Game of The Year Edition」日本版は、Xbox 360版もAmazon以外の店舗で販売された。
日本では2015年8月27日にPlayStation 4、Xbox OneでHD版が発売された。その後、2016年11月11日に続編『Dishonored 2』が発売され、日本では同年12月8日に発売された。更に2017年9月15日にはスピンオフ作品『Dishonored: Death of the Outsider』が発売されている。どちらもプラットフォームはMicrosoft Windows、PlayStation 4、Xbox One。
キャッチコピーは言語ごとに異なっており、英語版は"REVENGE SOLVES EVERYTHING"（復讐が全てを決する）、日本版は「我、復讐に命を捧げん」、フランス版は"LA VENGEANCE EST LE REMÈDE À TOUS LES MAUX"（復讐は万苦の薬）など。

## 概要
スチームパンクとオカルトを基調とした架空の都市「ダンウォール」で繰り広げられる、復讐と政治的陰謀を題材としたステルスアクションゲームである。
ゲームは一人称視点で進行し、プレイヤーは魔法に似た斬新かつ強力な超常能力や奇怪なガジェット（装備品および暗器の総称）といった豊富に用意されたあらゆる手段を、素早く自由に組み合わせて一連の暗殺任務に挑む。
いわゆる「面クリア方式」ではあるものの、各ステージは上下左右あらゆる方向に無数の侵入経路が存在し、なおかつ慎重に行動し隠密に暗殺を遂行するプレイも、正面から敵の集団に向かっていくような無謀なプレイも、あるいはその両方を行うことも可能な設計がなされているため、極めて自由度の高い攻略が出来る。
また、暗殺を主題にした作品であるにもかかわらず、一切のNPCを殺さずに任務遂行する（いわゆる不殺プレイ）ことができる様にも設計されているが、それは任務ごとの暗殺対象でさえも例外ではない。標的にはほぼ必ず、社会的に抹殺するための手段が用意されており、通常の暗殺より手間はかかるものの一定の手順を踏む事で実行が可能となる。ゲームデザイナーのハーヴェイ・スミスは「あらかじめ副次任務をこなしておくことにより受けられるNPCの協力で、暗殺対象を身元不明の奴隷として炭鉱送りにする」という例を挙げている。

## ストーリー

### 舞台設定
舞台となる架空の都市ダンウォールは、19世紀から20世紀初めまでのロンドンやエディンバラがモデルとなっている。科学と神秘主義的な力が共存しているこの街は漁業と捕鯨の中心地であり、鯨油は街にとってなくてはならない価値ある資源である。
ネズミによって蔓延した疫病が深刻な問題となっており、狂暴化した疫病の感染者「ウィーパー」は人々に襲い掛かる。市民が疫病に苦しめられている一方、政府はこの疫病を不都合な市民を連行・粛清するための建前として利用している。竹馬のような脚部の装甲が特徴的な「トールボーイ」と呼ばれる軍人など多くの衛兵によって街の治安は維持され、触れるものを塵にする光の壁が人々の自由な移動を制限している。
女王の暗殺以後、実権を握ったバローズ摂政伯爵によって圧政が敷かれた。王政支持派の活動家たちは現在の政府を廃止し、女王の娘エミリーに王位を継承させるべく潜伏している。

### あらすじ
女王の君臨する「諸島帝国」の帝都ダンウォール。この街はかねてから流行していた「疫病」により衰退の一途を辿っていた。
王室護衛官であるコルヴォ・アッターノは女王の命を受け、疫病問題解決の為の救援要請に周辺諸国をまわっていたが、結局どこの協力も得られずに帰還する。その結果報告のために女王のもとに赴いたコルヴォだったが、突如、暗殺者の襲撃を受け目の前で女王を殺されてしまう。自身を慕う女王の娘エミリーまで誘拐されたあげく女王殺害の濡れ衣まで着せられた彼は半年間にわたる苛烈な拷問を受けついには処刑を待つ身となるものの、彼の無実を知る王政支持派の助けにより脱獄に成功。コルヴォは仮面でかつての身分を隠し、暗殺者として王政支持派に協力を誓う。
そして、復讐への道を歩もうとするコルヴォの前に現れる、謎の存在アウトサイダー。アウトサイダーは彼に「自由に使え」と、人智を超えた超常能力を授ける。

### 登場人物
※日本版は完全吹き替えであるが、声優の配役が明かされていないため、英語版の声優のみ表記する。
コルヴォ・アッターノ (Corvo Attano)
かつては優秀な王室護衛官であったが女王殺害の罪を着せられ、復讐のために暗殺者へと身を落とした男。暗殺任務の遂行時にはドクロをつぎはぎした様な不気味な仮面で顔を隠す。隠密と戦闘に熟達し、アウトサイダーから与えられた超常能力を使いこなす。ダンウォールの存在するグリストル島の南にあるサーコノス島の出身で、それゆえによそ者扱いされる事もある。『2』によると父は伐採作業中に事故死し、18歳の時にダンウォールへと移り住んだ。「コルヴォ（Corvo）」はイタリア語で「カラス」を意味する。
典型的な「傳統FPSの主人公」でもあり、うめき声や超常能力使用時の囁き声以外の音声はなく、選択肢の文章以外のセリフも存在しない。プレイヤーの行動次第で、女王の遺志を継ぐ高潔な人物にも、破壊と殺戮に溺れる外道にもなりうる。
『Dishonored 2』でも主人公の1人として登場するが、今作と違って自発的に喋り、意思表示もするようになっている。15年を経ても変わらず王室護衛官兼父親としてエミリーを護り続けているが、またしても国を揺るがす事件に巻き込まれ、再び仮面で顔を隠して国と娘を救うための戦いに身を投じる。エミリーを主人公に選んだ場合は石化させられ、逆に囚われの身となる。
アウトサイダー (The Outsider) - 演：ビリー・ラッシュ
神と悪魔が入り混じったトリックスター的存在で青年男性の姿で現れる。コルヴォの左手に印を刻み、超常能力を授けた。他の人物にもそれぞれ違う能力を付与している。アウトサイダーは能力を与えるが道徳観念とは無関係であり、能力を受け取ったものがそれをどのように使うかは各々に任せている。普段は「虚無の世界」と呼ばれる場所にいる。
『2』では再びコルヴォの前に現れ、15年前と同じように力を授ける。或いはエミリーに超常能力を与える。続く『Dishonored: Death of the Outsider』では倒すべき対象となるが、プレイヤーの選択によって二つの結末を迎える。
ジェサミン・カルドウィン (Jessamine Kaldwin) - 演：April Stewart
「諸島帝国」を支配する女王。コルヴォにとっては主君であると同時に愛する女性でもある。任務を終えダンウォールに帰還したコルヴォから報告を受けた直後、襲撃を受け殺される。その後、彼女の魂はアウトサイダーが造り出した奇怪な道具「心臓」に封じ込められる。政治思想の違いからハイラムとは対立する事が多かった。生前は何とか前向きに行動しようとする節が見られたが、「心臓」に転生してからの発言は厭世的かつコルヴォの復讐を肯定する物が多く、かなり人柄が変わってしまった事がうかがえる。
『2』でも再び心臓としてコルヴォ、或いはエミリーを導くが、ストーリー終盤で魂が解放される。
エミリー・カルドウィン (Emily Kaldwin) - 演：クロエ・グレース・モレッツ
ジェサミンの娘で次期王位継承者。年齢は10歳。コルヴォを父の様に慕う。女王殺害の現場で誘拐されてしまい、後にコルヴォが救出するが、母の死の際に受けた心の傷に苦しむ。空想好きで快活な少女だが、コルヴォの殺害人数が多い（カオス値が高い）場合は残酷な暴君に変わっていってしまう。
トレバーやハブロックによると、コルヴォとジェサミンの娘だという噂が流れているらしい。
『Dishonored 2』では25歳に成長した姿で登場し、主人公の1人となる。コルヴォの事は父と慕い、彼に戦闘・隠密の技術を仕込まれている。様々な課題に直面しながらもコルヴォに支えられて国を治めていたが、デリラによって女王の座を奪われてしまう。主人公に選択すると、15年前とは逆の立場でコルヴォと国を救うべく自ら立ち上がる。コルヴォが主人公の場合は石化して再び囚われてしまう。
ハイラム・バローズ摂政伯爵 (Lord Regent Hiram Burrows) - 演：Kristoffer Tabori
女王暗殺の首謀者であり、コルヴォを陥れた張本人。現在のダンウォールの指導者。女王の生前は王室間諜（Royal Spymaster／情報機関の責任者）だった。強硬主義者であり、彼が摂政に就任してからの半年間で、ダンウォールの頽廃は大きく進んだ。
ハブロック提督 (Admiral Farley Havelock) - 演：ジョン・スラッテリー
コルヴォの協力者である王政支持派のリーダー。初老の軍人で威厳のある言動が特徴。高齢と体育会系的気質からか、過去の武勇伝にすがる部分も見られる。愛国心と善意からはじめた反政府活動であるが、コルヴォの超人的活躍によって権力を得るにつれ、考えが変わっていく。
トレバー・ペンドルトン (Treavor Pendleton)
王政支持派のメンバーである貴族。兄であるカスティスとモーガンに長年いじめられ続けた事や政治思想の違いから対立する事になった。自身が受けた決闘をコルヴォに肩代わりさせるほどに臆病な男であるが、虚栄心の強さゆえか派手な女性遍歴も持っており、オーディオログ（音声日記）で当時の逸話を聴く事が出来る。
テーグ・マーティン (Teague Martin)
ダンウォールで強い権力を持つ宗教組織「大衆の大修道院」の聖職者である「監督官」を務める男。元々、王政支持派のひとりであったが、物語の序盤においては拘束されている。後にコルヴォに救出され、ハブロック達と合流する。最初は誠実だったが、徐々に権力に取り憑かれていく。
ピエロ・ジョプリン (Piero Joplin) - 演：ブラッド・ドゥーリフ
特徴的な丸い眼鏡をかけた自然哲学者／発明家の中年男性。コルヴォの仮面を製作した。彼のためにあらゆる道具を供給し、ガジェットや武器のアップグレードも行う。彼の開発した青いエリクサーはソコロフの疫病予防薬と競合している。天才的才能と小市民的気質を併せ持つ。ソコロフに対しては強い嫉妬心を抱きつつも部分的に才能を認めてもいる。人道主義者だがカオス値が高くてもコルヴォの復讐を否定する事は無い。また、カリスタに恋をしているがカリスタからは単なる同僚としてしか見られていない。
カリスタ・カーノー (Calista Curnow) - 演：レナ・ヘディ
エミリーの世話係と教育係を兼ねる王政支持派の若い女性。特定の条件を満たした場合は生き残る。
『2』には直接は登場しないが作中の会話にて名前が挙がり、今作の事件を生き延びた設定である事が分かる。
サミュエル・ビーチワース (Samuel Beechworth)
初老の船頭。コルヴォを各ステージに運ぶ役割を担っている。かつては海軍に入っていた。素朴な人柄であり、カオス値の高低（殺害人数の多さ）による態度の変化がエミリーの次に激しい。殺害数が少ないとコルヴォに敬意を払うが、多い場合は任務の妨害さえ行う事も。
『2』には登場せず、終盤にコルヴォかエミリーが「サミュエルが居てくれれば…」と呟くシーンがある。
アントン・ソコロフ (Anton Sokolov)
自然哲学アカデミーの学長も務める王室医師。現在のダンウォールの礎となった数々の新技術の生みの親。ピエロとは対照的に、類稀な才能と聡明さを持ちつつも下品で偏屈という絵に描いた様な天才。疫病予防薬でもある赤いエリクサーも彼の手によるもの。また、研究の為に非人道的な行いをする事もある。優れた肖像画家でもあり、彼の描いた肖像画はゲーム中における収集品となっている。ストーリー中盤でコルヴォに拉致され、半ば脅迫される形で彼等に協力する。終盤の事件の際にはピエロと互いの才能を認め合って友好関係を築き、自らコルヴォに協力する。
『2』にも登場。老いてはいるが、コルヴォかエミリーに救出され、再び協力者となる。歳を取ったためか今作に比べると温和な人柄となっており、偏屈且つ非人道的な面はほぼ無くなっている。
サディアス・キャンベル (Thaddeus Campbell)
大衆の大修道院の指導者である「上級監督官」を務める禿頭の老人。他人を幾度と無く脅迫して現在の地位を得る。聖職者としてあるまじき贅沢三昧の暮らしを送り、たびたび娼婦を買い、ふとした事で本性を露呈するなどの典型的な悪党らしい言動が目立つ。
カスティス・ペンドルトン/モーガン・ペンドルトン (Custis Pendleton, Morgan Pendleton)
議会の有力議員。ペンドルトン一族の双子でトレバーの兄。トレバーと違い嫌われ者で、昼間から娼館に入り浸り、物事が思い通りに行かないと他人に当たり散らす。彼等の支持によってハイラムの権力がより強固なものになっている。
ボイル婦人 (Lady Boyle)
摂政伯爵の愛人で豊富な財力を持つ。ハイラム率いる衛兵隊に出資している。享楽的な性格でしばしば男遊びを目当てとしたパーティーを開催するが、低所得者のための雇用を創出するなどの側面もある。
ダウド (Daud) - 演：マイケル・マドセン
女王を手にかけた暗殺者。コルヴォ同様に高度な戦闘技術と強力な超常能力を持ち、同じ能力を持つ暗殺者集団「捕鯨員」(The Whalers)を率いている。女王の他にもハイラムの指示で多くの人間を暗殺していた。社会の暗部を永年にわたり見つめ続けた事から、極めて厭世的で社会に絶望している。女王の暗殺については激しい後悔に苛まれており、コルヴォが訪れた時には死亡（或いは失脚）したハイラムを罵っている。また、自身同様にサーコノス島出身かつ暗殺者となったコルヴォに対しては同情的な一面を見せる。彼に発見されると一騎打ちが始まり、勝利後にとどめを刺すか赦すかはプレイヤーの裁量に委ねられる。また、何もせず通過したり、ベルトの袋を掏る事でメッセージを送るだけに留める事も可能。
ダウンロードコンテンツ『The Knife of Dunwall』および『The Brigmore Witches』では主人公となり、女王暗殺から浸水地区のミッションまでの彼の軌跡が描かれる。ある切っ掛けからデリラ率いるブリグモアの魔女集会と戦う事になり、かつて自分が殺したジェサミンの娘であるエミリーを人知れず救う。その後は浸水地区でコルヴォに敗れるが、カオス値によってコルヴォの取った選択が変化し、高カオスならそのままとどめを刺され、低カオスなら見逃される。
『Dishonored 2』には直接は登場しないものの生存している事は語られ、『Dishonored: Death of the Outsider』にて再び姿を見せる。残り僅かの命を、全ての元凶であるアウトサイダーを殺す事による自身の罪の償いに費やすべく行動しているが、最後はビリーに後を託してこの世を去る。
グラニー・ラグス (Granny Rags) ／ヴェラ・モーリー (Vera Moray) - 演：スーザン・サランドン
かつては気高い貴婦人であったが、アウトサイダーとの接触を機に盲目となり気が狂ってしまった老婆。グラニー・ラグスは通称でヴェラ・モーリーが本名。やはり超常能力の使い手であり、かりそめの視界やネズミの召還や瞬間移動、そして不死の肉体を持つ。コルヴォの行動次第では敵対する可能性がある。肉体から抜き取った魂を移したカメオが弱点。スラックジョーによると彼が少年だった頃から、すでに現在と同じ容姿だったらしく、超常能力で相当な期間延命している事がうかがえる。
今作では最終的な生死はプレイヤー次第だが、『2』では既に故人で名前のみの登場。しかしその遺物はある人物に力を与えている。
スラックジョー (Slackjaw)
街のギャングのリーダー。強盗や誘拐、ソコロフのエリクサーを四分の一に薄めた物を売りさばいて儲けるなどの悪行を重ねている。グラニー・ラグスとは敵対している。「心臓」によると王族の末裔らしいが、本人はそれを全く知らない模様。最後はプレイヤー次第で生死が分かれる。
拷問官 (The Torturer)
冒頭にコルヴォを拷問する大男。奇怪かつ猟奇的な行動が多く、衛兵達から恐れられている。彼もまた超常能力者で極めて打たれ強く、こちらの能力の一部を無効化する。
ビリー・ラーク(Billie Lurk) - 演：クリスティ・ウー
『The Knife of Dunwall』に登場。ダウドの弟子である若い女暗殺者。貧民街出身。ダウドを陰ながらサポートする。しかし同時にある思惑を秘めている。最終的な生死はダウドであるプレイヤーに委ねられる。実は『Dishonored 2』にも名を変えて登場しており、『Dishonored: Death of the Outsider』では主人公となる。
デリラ・カッパースプーン(Delilah Copperspoon) - 演：Erin Cottrell
『The Knife of Dunwall』および『The Brigmore Witches』に登場。ブリグモアの魔女集会を統率する強大な魔女。ソコロフの元弟子で、優れた彫刻家・画家であると同時にコルヴォらと同じくアウトサイダーの刻印を持つ。エミリーの肉体を乗っ取り、女王の座に就く事を画策しており、ダウドにとって倒すべき相手となる。最終的にダウドに敗れて死亡、もしくは絵の中に閉じ込められるも『Dishonored 2』にてサーコノスの支持者達の手で復活を果たし、今度は直接エミリーを退けて帝国の乗っ取りを目論む。続編ではジェサミンの異母姉である事が明らかになる。

## ゲーム内容
ゲームのステージは様々な方法での探索を想定して設計され、主要目標以外に副次目標も用意されている。各章の合間に訪れる本部「ハウンドピッツ・パブ」ではアップグレードや装備の購入などを行うことが出来るほか、会話やイベントも用意されている。
各任務はそれぞれ章単位で独立して分かれており、貧民街やパーティ会場、売春宿、沈没した町の一角など豪華で色鮮やかなステージで展開する。
セーブシステムは、チェックポイント方式と任意セーブ方式が合わさったもので、どこでも自由にセーブをおこなうことができる。（ただし、戦闘中にセーブすることはできない。）
4段階の難易度(Easy, Normal, Hard, Very Hard)が存在し、体力及びマナ消費量、敵の反応や索敵範囲、ダメージなどに影響する。低難易度では体力の自動回復機能が備わる。
Dishonoredは主人公の育成や、行動の結果によって分岐する物語など、ロールプレイングゲームの要素も併せ持つ（RPGのなかでも特にテーブルトークRPGに近い）。各任務は進行の方法についてとても自由度が高く、超常能力やアップグレードの取得によって行動の選択肢が広がっていく。また、一周ですべての超常能力を習得する事は不可能であるため、周回ごとに取捨選択が迫られる。
超常能力や武器やガジェットは戦闘・隠密どちらにおいても、単独で使用するより数種を組み合わせて使用した方が大きな効果を得られるように調整されている。本作はアクションゲームであるため、プレイヤーの操作が素早く正確であるほど効果は増大する。
任務の中には「周回ごとに変化する暗殺対象を特定するため、毎回手がかりを捜索しなければならない」（第5章）というようなランダムに内容が変わるものもある。
プレイヤーの行動は善悪といった道徳で判断される代わりに「カオス」システムによって追跡される。プレイヤーが敵を殺害すると、それに応じた「損害」の大きさが記録され、ステージクリア後に軽微もしくは重度の判定のいずれかが下される。各種行動はプレイヤー・キャラクターには直接変化をもたらさないが、そのかわりに、受けた「損害」の大小によってステージおよび登場人物の言動が変化していく。多く殺傷をおこなうことにより「カオス」が高くなると、「暴力的な方法を好まないNPCがプレイヤーへの協力を拒んだり、裏切ったりする」といったような事態がおこるほか、以降の章でネズミや感染者（ウィーパー）が増加するなど、間接的にプレイヤーに不利な状況をもたらすことになる。また、特定キャラクターの生死はエンディングにも強く影響する。
戦闘主体プレイではステルスプレイよりもステージのクリア時間はかからないとされているが、直接的な戦闘が多くなってしまう以上、体力やマナおよびガジェットをより多く消費することになり、それに伴い多額のアイテム購入資金も必要となる。また、必然的に「カオス」が高くなるため、良い結末を迎えることは難しくなる。

### 特徴と能力
このゲームの大きな特徴に、10の超常能力（さらに6つのアクティブパワーと、4つのパッシブパワーに分けられる）と、ネズミの憑依時間増加やダメージの軽減といった特典的な小さい能力を与える36種の「ボーンチャーム」の存在があげられる。ボーンチャームは装備することでその効果が有効になるが、装備できる数は限られている。
マナはアクティブパワーを使うときに消費され、能力の使用後に一定量回復する。低コストで使用できる能力を使うには充分な回復量だが、高コストの能力を使用するためにはマナ回復薬の使用が不可欠であり、「ポゼッション」や「ベンドタイム」などの強力な能力の使用を制限している。
能力を新たに取得したり強化するためには、各ステージに存在するルーンを、武器道具類の入手とアップグレードにはコインを、それぞれ集めなければならない。
ステルス行動は遮蔽物や建物を盾にしながら敵の円錐状に広がった視野を避けることを基本にしている。本作は一人称ゲームである都合上、コルヴォの胴体を見られると発見された事になるシステムを採用しており、頭だけを出して覗き見している場合は敵に見られても発見扱いにならない。遮蔽物の陰に隠れプレイヤーが隠密状態を保っていれば、人物の近くで会話を盗み聞きすることもできる。鍵穴から覗いて扉の向こうの様子を盗み見ることも可能。敵は音にも反応するため、矢を撃ったり物を投げるなどしてわざと遠くで音を立てその注意を引くことに成功すれば、発見されることなく敵をその場から追い払える。
衛兵には通常状態から覚醒状態まで多様な状態があり、警戒状態、プレイヤーの存在に気付いている状態、プレイヤーを徹底的に探している状態など、状況やプレイヤーの行動に合わせて変化する。警戒レベルが高いほど敵の視界も広がるため、逃走の際は注意が必要。衛兵に見つかってしまっても、隠れ続けていればやがては警戒レベルは下がる。しかし、特定の章では通常状態に戻らない場合もある。敵は敵同士で警戒状態を伝えていき、次々に警戒レベルが上昇していく。

### 武器・ガジェット・消耗品
剣 (Sword)
攻撃にも防御にも使える主装備。常に右手に割り当てられている。敵も剣技を主体に挑んでくるため、近接戦では防御とパリィ、そして素早い反撃が重要となる。敵の真上から斬り掛かる「降下暗殺」やパリィ直後の反撃、驚いている敵に対する奇襲などの一撃必殺技もある（ただし、どれも成功させるのはやや難しく慣れが必要）。なお、強化すると鍔迫り合いが有利になる。
ピストル (City Watch Pistol)
主に近〜中距離で活用できる武器。爆裂する銃弾など、標準的な弾薬以外のものもある。高威力な反面、音が大きく、近くの敵を引きつけてしまうことになる。強化すると精度・弾倉の容量・リロード短縮などの改善が可能だが、音の低減は出来ないため正面戦闘用の武器と言える。
クロスボウ (Crossbow)
音を立てずに遠くから敵を狙撃できる武器。反面、頭に命中させなければ大したダメージを与えることはできないが、通常の威力の小さい金属製の矢だけでなく、麻酔ボルト・焼夷ボルトといった非常に有用な効果を持つ矢も使用できる。矢を自動で装填する機能がある。精度・飛距離・装填速度を強化する事が可能。ピストルと対照的に暗殺に適しているが、超常能力との併用などの工夫次第で正面戦闘にも使える。
グレネード (Grenade)
手榴弾。威力は非常に高く、複数の敵をまとめて始末することができる。やはり音が大きく、使用すれば近くの敵をひきつけてしまうことになるため運用には工夫が必要。自滅する危険性があるので扱いには注意を要する。
スプリングレーザー (Spring Razor)
バネの力でカミソリの刃を撒き散らす危険な道具。床や人間などにくっつけて、近接地雷のように使える。予めNPCの移動パターンを読み、経路に置くことで姿を隠したままの暗殺が可能となる。ベンドタイム2で時を止めて、アジリティの大ジャンプで跳び掛かってトールボーイに直接くっつけたり、やはり時間停止中に投げ捨てた死体にくっつけて下にいる敵を切り刻んだりなどの応用も可能。強化すると携行数や有効範囲が改善される。グレネードと違い自滅の危険性が無い上に音も小さいが直接戦闘にはあまり向いていない。
リワイヤツール (Rewire Tool)
保安装置を無効化したり、本来とは逆に衛兵達に害をなすように設定を変更したりするハッキング用の小型機器。使い捨てであり、一つにつき一度しか使用できない。ハッキングの際には装置と配線で繋がっているパネルを開いてそこに使用する。場合によっては配電盤が非常に見つかりづらい場所に存在する事もある。
ソコロフのライフエリクサー (Sokolov's Elixir)
その名の通りアントン・ソコロフが開発した赤いエリクサー。本来は疫病の予防薬であるが、コルヴォにとっては瞬時に体力を回復する特効薬である。
ピエロのスピリチュアル治療薬 (Piero's Spiritual Remedy)
こちらはピエロ・ジョプリンが開発した青い疫病予防薬。コルヴォにとっては超常能力に必要な「マナ」エネルギーを回復する薬となる。
ルーン (Rune)
クジラの骨に魔術的な図形が描かれたお守り。近づくと独特な音が聞こえる。ステージのあちこちに隠されており、規定量を消費する事で新たな超常能力を習得できる。だいたい1章につき5〜7個程度手に入る。
ボーンチャーム (Whalebone Charm)
こちらはルーンよりも小さなクジラの骨に船乗りの祈りが込められたもの。ルーン同様に独特な音を発する。装備する事で様々な特典や能力強化を得たり、ゲームシステムの一部をわずかに改変したりする（通常は飲んでも何も起こらない水道水で体力回復が可能になったりする）。DLCを除くと36種存在するが、一周につき手に入るのはそれよりも少ない数で、何が手に入るかは周回ごとにランダムに設定される。
心臓 (The Heart)
アウトサイダーが造り出した不思議な道具。心筋と機械を組み合わせた様な不気味な外観を持ち、コルヴォにのみ聞こえる声で話す事も出来る。左手に持ち、ルーン／ボーンチャームのある方向を向くと鼓動するので、それを手がかりにしてルーン等を探し出せるようになる。左手に持っていない（他の能力やガジェットを装備している）状態でも、ルーンやチャームに近づくと、弱い鼓動で存在を知らせてくれる。また、人物や今居る場所の秘密を教えてくれる。
劇中に明言される事は無いが、その声音とハイラム・バローズやダウドに対する発言から、ジェサミン・カルドウィンの魂が込められている事が分かる。実際、『Dishonored 2』では込められた魂の主がジェサミンである事が明確に描写されている。

### 超常能力
すべて、第2段階まで強化可能。習得には収集したルーンを消費する。ゲーム内のすべてのルーンを収集しても一周で全習得は不可能となっている。そのため、プレイスタイルに合わせた取捨選択が必要である。

#### アクティブパワー
使用の際には規定量のマナが必要。強力な能力ほどマナを多く消費する。
前述の通り、マナは能力使用後に数秒待てば一定量回復するので、ブリンクやダークビジョンのような消費量の少ない能力は連続使用さえしなければ結果的に消費なしで使用できる。
同様に、マナが全て無くなるよう能力を使用しても、自動回復によって最低限これらの能力は使用できるように設計されている。
ブリンク (Blink) - 消費量(小)
最初に必ず習得する能力で本作の移動システム最大の特徴と言える技。近距離をテレポートする。屋根と屋根の間を一瞬で移動するなどの他、足場のある高い場所へ行くためにも使える。屋上の角や手すりの淵などといった登れる場所の近くに向けてブリンクを発動すると、自動で登ってくれる。このため複雑な地形であっても非常に簡単かつ高速で移動出来る。また、移動中の様子はコルヴォ以外の人間には見えていないので、敵の目の前を通過しつつ物陰から物陰に移るといった芸当も可能。第2段階では移動距離が伸びる。
使用後に数秒待つと消費した分のマナは全て回復するが、全て回復する前に連続でブリンクを使用すると回復しなくなる。
ダークビジョン (Dark Vision) - 消費量(小)
壁の向こうにいる敵の姿（シルエット）と視界が見えるようになる。第2段階では金品および各種警備装置や配線まで見えるようになり、どこに行けばハッキング出来るかが分かりやすくなる。ブリンク同様に、発動後に数秒待つ事でマナを全回復できる。
ポゼッション (Possession) - 消費量(大)
動物の中に入り込み、一定時間支配する。効果が切れると憑依に使った動物は死んでしまう。第2段階では人間にも憑依可能になる。また、ポゼッション中に死ぬとプレイヤーも死んでしまう。高所から落下している最中に憑依する事で、通常ならば即死する程の落下の勢いであっても無かった事に出来る。
ベンドタイム (Bend Time) - 消費量(大)
第一段階では12秒間、時の流れを遅くする。第2段階では8秒間、時を完全に止めることが可能になる。時間停止中は作動中の光の壁や電弧塔をかい潜ったり、他の人間を担いで移動したり、発射された弾丸を止めることもできる。また、コルヴォが触れたものだけは、時が流れるようになる（剣で斬るとその瞬間だけ動き、物を投げると手から離れたコンマ数秒後に静止する）。第2段階は極めて応用性が高く、強力な能力であるためか習得のためには全能力中最多となる8つのルーンが必要となる。
ラットスワーム (Devouring Swarm) - 消費量(中)
凶暴なネズミの群れを召喚し敵を襲わせる。足止めや死体の始末にも使えるほか、上記のポゼッションと組み合わせて逃走にも活用できる。第2段階ではネズミの数が増える。いずれの場合の一度に一つの群れしか召喚できない。また、この群れがコルヴォを襲う事は無い。ちなみに英名のDevouring Swarmは「むさぼり喰らう群れ」という意味。
ウィンドブラスト (Windblast) - 消費量(中)
前方の広範囲に向けて突風を起こし、敵などを吹き飛ばしてひるませる。木製であれば鍵が必要な扉であっても破壊することが可能。発射された矢や投擲されたグレネードを投げ返すこともできる。第2段階では吹き飛ばす距離が伸び、壁に叩き付けられた人間は死ぬ。地面や台の上に置かれているものはたいして遠くまで飛ばせないが、空中にあるものならばかなり遠くまで吹き飛ばせる。そのためベンドタイムと併用する事で超長距離への遠投も可能である。また、ネズミの群れの駆除に最適な能力でもある。使用後数秒待つ事で、消費したマナの一部が回復する。

#### パッシブパワー
使用してもマナを消費しない。
シャドウキル (Shadow Kill)
こちらに気付いていない敵を倒すと死体が瞬時に灰となる。第2段階では正面戦闘で倒した敵であっても灰にする。
ブラッドサースティ (Blood Thirsty)
アドレナリンを溜めることで専用の一撃必殺技を繰り出す。アドレナリンは攻撃やガードを行うことによって溜まる。第2段階になると2連発が可能になる。
アジリティ (Agility)
大ジャンプが可能となり、より高く遠い場所へ移動が可能となる。ブリンクとの相性が極めて良い。第2段階では移動速度が全般的に速くなる。
バイタリティ (Vitality)
体力の最大値が上昇する。第2段階では回復アイテムを使用した際の回復量が増加する。

### 敵キャラクター・保安装置

#### 人間
すべてポゼッション2で憑依可能。憑依終了後も相手は生き続けるが、体に負荷がかかるからか、その場で嘔吐する事がある。コルヴォだけでなく違う派閥の者に対しても攻撃を行う。
衛兵 (City Watch Guard)
最も一般的な兵士。平均的な剣技と体術を併用して攻撃してくる。性格は残忍で、悪党達とさほど変わらない。
下級衛兵 (Watch Lower Guard)
標準的な衛兵よりも線が細く、つたない剣技で攻撃してくる。防御もあまり得意ではなく、殺害は容易。
衛兵隊長 (City Watch Officer)
高度な戦闘訓練を受けたエリート兵士。こちらの闇雲な攻撃を紙一重でかわす上、ピストルも併用する。パリィや鍔迫り合い後の素早い反撃が有効。やはり残忍な性格の者が多い。
ウィーパー (Weeper)
疫病の末期患者。いわゆる「走るゾンビ」的な敵キャラクターである。裏通りや廃屋の中を徘徊している事が多い。体の周りに小虫が飛び回っている時は近づいただけでダメージを受ける。疫病の症状が進んでいるからか、ネズミに襲われる事が無い。状況次第では彼等相手のステルスが要求される事もある。
悪党／ボトルストリートギャング (Thug/Bottle Street Gang)
スラックジョーの手下もしくは彼等とは無関係の悪人達。大鉈のような剣と、酒とタバコを利用した火吹きで攻撃してくる。火吹きは見た目の印象とは裏腹に威力が高く危険な攻撃である。反面、剣技はそれほどでもない。
監督官 (Warfare Overseer)
「大衆の大修道院」の聖職者。剣とピストルに加え、グレネードまで投げてくる。格闘戦の技能は通常の衛兵と同程度。ウルフハウンドを連れている者や、「オルゴール」と呼ばれる超常能力を封じる機器を扱う者も少数ながら存在する。顔を金属製の仮面で覆っているため、正面からのヘッドショットは無効化される。異端者に無慈悲な粛正を行っているだけあって、攻撃的な性質の者が多数を占める。
トールボーイ (Tallboy)
機械仕掛けの竹馬の様な装置を使って闊歩する兵士。全身を金属の鎧で覆い、致命的な破壊力を誇る焼夷ボルトを射る強敵。スティルトウォーカー（Stilt Walker、「竹馬乗り」の意）なる異名を持つ。ゲーム中に読める書物によると、任務の邪魔になる人間性を減退させるために薬を服用しているとの事。
暗殺者／捕鯨員 (Assassin/Whaler)
ダウドの部下。鯨油の精製作業の際に着用するガスマスクと緑色の分厚い革の作業服に身を包む事から「捕鯨員」の通称が付いた。衛兵隊長以上の華麗な剣技とクロスボウを併用した暗殺術で挑んでくる。さらに素早い身のこなしと「トランスバーサル」(Transversal)と呼ばれるブリンクに似た超常能力まで駆使する難敵である。
非戦闘員
各ステージには貴族やメイドおよび一般市民などの非戦闘員も存在する。コルヴォの姿を見たり近くで騒ぎが起こると大声で叫びつつその場にうずくまる。欧米のゲームらしく、彼等の生殺与奪権はプレイヤーに委ねられている。

#### 動物
リバークラスト以外はポゼッション1で憑依可能。憑依終了後、その個体は死ぬ。
ネズミ（パンディシアンウシネズミ） (Pandyssian Bull Rat)
ステージのあちこちに居る大型の凶暴なネズミ。数匹程度であれば直接害をなす事はないが、10数匹程度集まると生きている人間を襲うようになる。また、路上や建物の床に死体や気絶した人間を放置すると、どこからともなく現れてむさぼり喰らう。物陰から急に湧いてコルヴォに襲いかかる群れや、数十匹に及ぶ巨大な群れもある。
憑依する事でネズミの抜け穴を利用して移動距離を大幅に短縮したり、敵に発見されないように移動する事が可能。ただし、敵の近くを通ろうとすると踏み潰されるので注意が必要。白い個体も存在し、装備しているボーンチャーム次第では、食べてマナを回復したり憑依時間を長くしたりできる。
ハグフィッシュ (Hagfish)
おもにダンウォールの河川に生息する丈夫な歯を持った凶暴な魚。コルヴォが近くを泳ぐと噛み付いてくる。憑依する事で下水道の抜け穴などを利用して潜入する事も可能。死体をハグフィッシュの近くに投げ捨てた場合はむさぼり喰らう。また、ハグフィッシュの缶詰がステージのあちこちに置いてあり、食べて体力回復する事が出来る。
ウルフハウンド (Wolfhound)
ワニの様な巨大な口を持つ番犬。監督官達が戦闘用に調教しているため、間合いを取ったり腕に噛み付きつつ押し倒そうとしてきたりなどの厄介な行動を取る。憑依した場合は素早く走る事が出来る。第7章では捕鯨員達が監督官から奪ったウルフハウンドを再調教して使役させている事がある。
リバークラスト (River Krust)
河川や下水道の近くに生息する硬い殻に覆われた軟体動物。人間が少し離れた場所を通ると、殻を開いて強酸性の体液を吐き出して攻撃してくる。間近に居ても殻を開かないため、間合いを取って殻を開いた所に飛び道具で攻撃して倒す。死骸からは真珠を採取する事が出来る。

#### 保安装置・罠
ボルト発射装置以外はすべてリワイヤツールでハッキング可能。
警報装置 (Alarm)
衛兵がこちらを発見した際に鳴らすことで、付近に居る敵が即座に戦闘態勢に移行する。戦闘態勢にある敵は通常時よりも視野がかなり広がるため、逃走や隠密が困難になってしまう。ハッキングする事で発報を不可能にできる。
光の壁 (Wall of Light)
ソコロフが設計した鯨油駆動式の装置で、通路や門を塞ぐバリアのような外観をしている。事前に同期した衛兵以外の者が通ろうとすると瞬時に灰にされてしまう。また、敵味方問わず飛び道具は全て遮蔽する。鯨油タンクを外すか、何度も発動させて鯨油切れにする事で停止させられる。ハッキングすると通常とは逆に衛兵達が灰になる。
監視塔 (Watchtower)
こちらもソコロフ設計の自動攻撃装置でやはり鯨油駆動式。スポットライトで照らした箇所に敵が入ると致死的な爆撃を行ってくる。塔の上部にある鯨油タンクを外して停止させるほかにも、ハッキングして衛兵を攻撃させる事も可能。
電弧塔 (Arc Pylon)
やはりソコロフが設計した自動攻撃装置で鯨油駆動式。部外者がこの塔の近くを通ろうとすると、強烈な電流によって灰にされてしまう。発動までわずかに時間差があり、さらに間に遮蔽物があると作動しないので、人間を相手にするときの様な隠密行動で切り抜けられる事もある。他の保安装置同様、鯨油タンクを外して停止させられるうえ、ハッキングすると光の壁同様に衛兵達を灰にできる。
ボルト発射装置
おもに序盤に登場する罠。通路や部屋の入り口に張り巡らされたワイヤーに触れると発動し、焼夷ボルトをこちらに向けて発射する。ワイヤーもしくは発射装置を慎重に調べる事で解除できる他、スライディングで下をくぐる事でも切り抜けられる。

## 各章の概要
Dishonoredは序章および本編の9章で構成される。ほとんどの章はいくつかの区画に分かれており、一つの章の中でなら一度攻略した区画に戻る事も可能である。別の区画に逃げた所を敵に見られている場合は区画をまたいで追って来るので、ゲーム的な戦闘回避は出来ないようになっている。また、序章以外の9章はクリア後に結果のまとめが表示される他、ステージセレクトで遊び直す事も可能になる。
※各章題の日本語訳は便宜上の物

### Prologue（序章）
ゲームの始めと言う事もあり、登場人物の顔見せとチュートリアルで構成されている。
ダンウォールを襲う疫病に対する救援を求めて、ティビア・モーリー・サーコノスの三島に交渉に向かったコルヴォ。しかし救援は得られず、何の収穫も無いままダンウォールに帰還する事となった。帰還直後にエミリー王女とかくれんぼで遊ぶ事が可能で、このかくれんぼを通じて隠密行動の基本を知る事ができる。その後、ソコロフやキャンベル、カリスタの叔父のジェフおよびハイラムなど後に関わる事となる人々と会う場面もある。ジェサミン女王に結果を報告した直後、捕鯨員達が襲来。ここで剣とピストルを使った戦闘の基本を習得する。
コルヴォの奮闘虚しく、超常能力を使いこちらの動きを封じるダウドに女王は暗殺され、ダウドがエミリーを連れ去った直後に駆けつけたハイラムと衛兵によって投獄されてしまう。

### Dishonored（失われた名誉）
超常能力無しで隠密と戦闘の基礎だけを駆使して先に進む第1章。前半はコールドリッジ刑務所、後半は下水道で構成されている。敵の大半は弱い下級衛兵であり、数も少ない。またネズミの群れが初登場する。クリア後に最初の超常能力である「ブリンク」を習得する。また、この際訪れる「虚無の世界」はブリンクのチュートリアルにもなっている。
女王の死から半年後、コルヴォの処刑が翌日に迫る中、ハイラムが「女王暗殺の首謀者は自分である。お前は運悪くその場に居合わせたのだ」と発言する。その後、王政支持派の尽力により、脱獄の機会が得られたコルヴォ。剣とピストルを手に取り脱出を試みる。
脱獄に成功した後も、下水道の先に居る船頭サミュエルと落ち合う為にネズミと衛兵がうろつく危険な下水道を進む。
クリア後、王政支持派の根城である「ハウンドピッツ・パブ」で休息をとるコルヴォ。目が覚めるとそこは虚無の世界だった。探索を進めるとアウトサイダーが現れ、「お前がこれから起こる出来事の中心になるのだ」と告げて印と「心臓」を授ける。

### High Overseer Campbell（キャンベル上級監督官）
はじめて超常能力とガジェットを駆使した攻略が可能となる第2章。ダンウォールにおける有力な宗教団体である「大衆の大修道院」を王政支持派の支配下に置く為に、既得権益をむさぼる上級監督官サディアス・キャンベルを暗殺し、彼の権力の源である脅迫日記を入手する事が目的となる。雨の降りしきる夜中のスラム街と医師の邸宅および大修道院の建家が主な舞台となる。極めて広大なステージでもあり、クリアにはかなりの時間がかかる。また、カオス値が高い場合はネズミの群れの出現数がかなり増える。
衛兵達は膨大な数の疫病患者の遺体を船に積み、大通りには戒厳令がしかれ「光の壁」と呼ばれる危険な装置で通行止めまでしている。裏通りにはギャングとウィーパーが徘徊する。プレイヤーはこの章で頽廃が進むダンウォールの惨状を目の当たりにする。裏通りには狂った老婆グラニー・ラグスが暮らしている。彼女の願いを聴き入れる事でルーンを入手できるが、のちに多くの人命が失われる事となる。
大修道院近くの広場には王政支持派のひとりであるテーグ・マーティンが拘束されており、彼を助ける事となる。
キャンベルの暗殺は剣やガジェットで直接殺す他に毒殺も可能である。毒殺した場合はそれまで穏やかだった言動が死に近づくにつれ、罵詈雑言を吐き散らす本性を露呈したものに変化するさまを見る事が出来る。非致死の手段としては、気絶させた後に「異端者の証」と呼ばれる焼印を額に押して破門させる（現実の帝国アハト刑に近い末路を辿る）。

### House of Preasure（悦楽の館）
第3章。ハイラムを支持する有力議員である双子のペンドルトン兄弟を始末して、帝国議会におけるハイラムの支持率を低下させるのが目的。前半は第2章でも訪れたスラム街と医師の邸宅に美術商の屋敷が追加されたマップを往く。後半はゴールデンキャットなる広大な娼館が舞台となる。キャンベルの脅迫日記に書かれていた記述によるとエミリーはゴールデンキャットに軟禁されているらしく、彼女の救出も行う。
裏通りのグラニー・ラグスは姿を消すが、代わりにスラム街の蒸留所の廃墟に街を仕切るギャングのリーダー「スラックジョー」が現れる。彼の依頼を一つこなす事でゴールデンキャット近くの廃ホテルの鍵を入手でき、後の潜入が楽になる。スラム近くの大通りには第2章には存在しなかった自動で攻撃する監視塔が新たに設置されているため、正面突破はより困難になっている。
ゴールデンキャットに居るペンドルトン兄弟はプレイ毎に居る部屋がランダムに変わるので、毎回盗み聞きや書類などの手がかりを頼りに居場所を割り出さないといけない。ただし、面倒ならば正面戦闘を繰り返しつつしらみつぶしに捜索しても良い。通常の暗殺の他にも、非致死の方法としてスラックジョーの二つ目の依頼をこなす見返りに、彼の率いるギャングに兄弟を拉致させて身元不明の奴隷に仕立て上げる事も可能である。奴隷となったふたりは舌を抜かれ身元不明にされた挙句、自分たちが所有していたペンドルトン鉱山で強制労働させられることになる。
終盤、エミリーは無事救出されるものの、母の死によって受けた心の傷はしばらくの間残り続ける。

### The Royal Physician（王室医師）
暗殺ではなく誘拐が目的となる第4章。ペンドルトン兄弟を排除した事でハイラムの支持率は低下、軍事予算も減少するが衛兵隊は相変わらず治安維持活動を続けている。予算が減ったにもかかわらず活動を続けられる原因がハイラムの愛人である、とある支持者の資金援助にある事を突き止めたハブロック達は、その愛人の肖像画を描いた自然哲学アカデミー学長兼王室医師たるアントン・ソコロフから情報を得るためにコルヴォに誘拐を依頼する。
ダンウォールの中央を流れる大河レンヘイブン川にかかる巨大な昇開橋「カルドウィン橋」とその上に建てられたソコロフの大邸宅が舞台となる。前半は橋が舞台であるためステージの幅は広くないものの、上下方向の分岐が非常に多く、高さを活用した隠密や戦闘がやりやすい。後半のソコロフ邸は練度の高い衛兵隊長が多数配備されている上に、隠れられる場所が限られているためこれまでよりも難度は高くなっている。
酸性の体液を飛ばす危険な動物リバークラストや、部外者を自動的に殲滅する電弧塔が初登場する。
キャンベルやペンドルトン兄弟と違い、ソコロフは必ず生け捕りにしてサミュエルの元に連れ帰らなければならない。

### Lady Boyle's Last Party（ボイル婦人最後の宴）
大規模なステージが続いたこれまでとは打って変わって、比較的狭い範囲で展開される第5章。誘拐したソコロフを尋問する事でハイラムの衛兵隊に資金援助を行っている愛人が、豪奢かつ奔放なことで有名な貴族、ボイル家の三姉妹のうちの1人である事が明らかになる。しかし、ソコロフは資金提供者であるボイル婦人の顔を見る事が禁じられていたため、肖像画も婦人の後ろ姿のみであり、3姉妹のうちの誰が愛人であるかまでは分からないという。そこでハブロックはコルヴォを婦人が主催する仮面舞踏会に潜り込ませ、愛人である1人を特定したうえでの暗殺を命じる。
ステージは邸宅地区と呼ばれる高級住宅街と、その中にあるボイル婦人の豪邸とに分かれており、邸宅地区には危険な重装歩兵トールボーイが配備されている。カオス値が高い場合は邸宅地区の一角に大規模なネズミの群れが発生する。庭園を含めたボイル邸敷地内の人々は仮面を付けたコルヴォを客人と勘違いするため、超常能力の使用などの目立った行動を行わない限り隠れる必要すらない。
3人の婦人は色違いの同じデザインの服を着ており、周回ごとにランダムに1人が標的として選ばれるため、毎回調査が必要となる。敷地内で聞き耳を立てたり会話を行う事である程度の手がかりは得られるものの、決定的な情報は立ち入り禁止となっている屋敷の2階にあるため、ここに限っては通常通りの隠密活動を行う。また、市民を巻き添えにした虐殺で婦人を3人とも殺して強引に解決する事も許されている。非致死の手段としては、標的を特定した上で生け捕りにして、ボイル婦人に歪んだ愛を抱く貴族に身柄をわたすことができる。

### Return to the Tower（ダンウォールタワーへの帰還）
コルヴォの活躍と王政支持派の工作により、大修道院・帝国議会・自然哲学アカデミーそして衛兵隊の後ろ盾を失い凋落しつつあるハイラム。この第6章でついに彼との決着を付ける。
ジェサミンの死後、防衛体制が大幅に強化された王宮ダンウォールタワーが舞台となる。ステージの構成もこれまでの集大成となっており、各種保安装置と衛兵隊と監督官に加えウルフハウンドまで配備されている。侵入経路や隠れ場所も大量に用意されているが、一部箇所においては隠れる事が困難になっており、工夫と技能が求められる。
通常ハイラムは正門近くの大広間の上にあるバルコニー付きの寝室に立てこもっているが、正面戦闘を繰り返すなどの騒ぎを起こすと、タワー最上階にある警備が厳重な隠し部屋に移動する。非致死の手段としてはダンウォール市内全域にプロパガンダ放送を行っている放送制御室を利用して、ハイラム自身が録音した過去の悪事の告白を暴露し政治的に破滅させる。
タワー地下には冒頭でコルヴォを苦しめた拷問官がおり、彼に復讐する事もできる。ただし、拷問官はアウトサイダーを信奉する能力者であるため、容易には倒せない。

### The Flooded District（浸水地区）
物語が急展開を迎える第7章。摂政伯爵の君臨を終わらせたコルヴォ、しかし彼を待っていたのは名誉の回復ではなく更なる裏切りであった。ハイラムやペンドルトン兄弟やキャンベルから簒奪した権力に取り憑かれたハブロック・トレバー・マーティンの3人は、これまでの工作活動の真相を知るコルヴォ達を始末し全ての元凶に仕立て上げる事で、未来の地位を磐石のものにしようとしていた。サミュエルの機転により、間一髪のところで毒殺を免れたコルヴォだが、生存を隠蔽する為にハウンドピッツ・パブの隣りの区画にある「浸水地区」に流されてしまう。
その後、浸水地区を根城とする女王暗殺の下手人ダウドと彼率いる暗殺集団「捕鯨員」に装備品を奪われ、監禁されるコルヴォ。隙を見計らって拾った捕鯨員の剣と超常能力を頼りに浸水地区からの脱出を目指す。
全ての章のなかで最も長大な章であり、捕鯨員の根城である商工会議所の廃墟とその周辺地域・コルヴォの装備品が投げ捨てられた鯨油会社の廃墟・表向きには疫病療養所があるとされている膨大な数の感染者の遺体が廃棄されている区画・感染者たちがひっそりと暮らす下水道とこれまでよりも多くの区画に分かれている。装備品の回収やダウドへの報復などはすべてプレイヤーの裁量に任されており、完全に無視する事も決着を付ける事もできる。
カオス値の高低により、感染者がまだ理性を保っているかウィーパーと化しているかが変わり、高カオスの場合は多数のウィーパー達との厳しい戦闘を強いられる。
なお、第2章でキャンベルを破門させた場合は、鯨油会社の廃墟の最下層にウィーパー化した彼が徘徊しており、近くにはコルヴォに対する呪詛を書き綴ったメモも落ちている。

### The Loyalist（王政支持派）
浸水地区を抜け、ハウンドピッツ・パブに帰還したコルヴォ。しかし、パブは新たな摂政伯爵に就任したハブロックの命令を受けた衛兵隊によって制圧されていた。
この第8章ではそれまで安全地帯だったハウンドピッツ・パブで戦闘が繰り広げられる。また、これまでの行動次第でカリスタの運命が変わる。これとは別にピエロは必ず生存しており、彼の作った最新式の電弧塔を作動させる事で、衛兵を殲滅もしくは無能力化できる（プレイヤーが選択する）。ピエロの電弧塔に頼らない場合は、プレイヤー自身が全衛兵を殺害もしくは気絶させる必要がある。
パブの安全を確保した後は付近に隠れているサミュエルに合図を送り、ハブロック達がエミリーを連れて立てこもったキングスパロー島の要塞に向かう。

### The Light at the End（終わりに待つ光）
カオス値の高低で展開される物語や結末、敵の配置などが変わる最終章。低カオス時と高カオス時では別のステージとして扱われている。いずれの場合もレンヘイブン川の河口にあるキングスパロー島の要塞および隣接するバローズ灯台の2区画が舞台となる。

#### 低カオス時
空は薄曇りとなっており、美しい光芒も見られる。章の開始時にサミュエルが祝福してくれる。要塞内部は通常の警備体制となっており、隠密はそれほど難しくない。バローズ灯台内部の広間には内輪もめの末にトレバーとマーティンを殺害してしまったハブロックが王政支持派の面々が持つそれぞれの暗い過去を振り返りつつ、自らの行いを反省している。ハブロックを殺害もしくは無能力化したのちに、近くの部屋に監禁されたエミリーを救出する。
結末はコルヴォの導きにより名君となったエミリーによる黄金時代の到来が描かれる。

#### 高カオス時
空は暗雲がたれこめ、豪雨が降りしきる。章の開始時に全てに嫌気がさしたサミュエルがピストルで衛兵を呼び寄せて妨害する。この際サミュエルの殺害も可能となっている（結末も一部変わる）。要塞内部ではトレバーとマーティンがそれぞれの兵を引き連れ対立している。二人に報復する事も、彼等の自死を見届ける事もできる。警備体制は厳重になっており、隠密だけで進む事は難しい。
灯台内部の広間はもぬけの殻となっており、その先の最上階でエミリーを突き落とそうとする狂ったハブロックと対峙する。この際、エミリーを助けられるか否かで結末が変わる。
結末は大きく分けて2種類ある。エミリーが生存した場合はコルヴォの導きによって暴君となったエミリーによる暗黒時代の到来が描かれる。死亡した場合はダンウォールは自らを食いつぶして死を待つだけという破滅的状況に陥り、コルヴォは船に乗って何処かへと去ってしまう。

## 用語解説
諸島帝国 (Empire of Isles/The Isles)
本作の舞台となる都市「ダンウォール」が存在する立憲君主国家。ダンウォールが存在するグリストル島(Gristol)および、ティビア(Tivia)、モーリー(Morley)、サーコノス(Serconos)の四つの島を中心に構成されている。イギリスをはじめとするいくつかのヨーロッパの国をモデルとしている。
王室護衛官 (Lord Protector)
過去の戦争の際に君主の安全を守るため定められたボディーガード。一般的なボディーガードとは異なり、数多くの特権を持つ。コルヴォはグリストル島出身者以外では初の護衛官であった。現実のイングランドにもLord Protectorなる役職が存在していたが、こちらは護国卿と訳され職務内容も大きく異なる。
パンディシアン大陸 (Pandyssian Continent)
諸島帝国のはるか東に存在する、謎に包まれた大陸。かつては文明が存在していたらしいが現在は滅亡している模様。様々な奇怪な噂や伝説が存在する。ダンウォールに蔓延する疫病はこの大陸原産のパンディシアンウシネズミによって媒介された。
パンディシアンウシネズミ
パンディシアン大陸から持ち込まれた、凶暴かつ食欲旺盛な大型のネズミ。ブルラットとも呼ばれる。ゲーム中に登場するネズミはすべてこの種である。疫病の媒介源でもある。
疫病 (Rat Plague)
パンディシアンウシネズミによって媒介された、極めて強い感染力をもつ不治の病。物語が開始した時点においては、エリクサーの定期接種による予防は可能だが治療は不可能という状態である。現実世界のペスト（特に腺ペスト）をモデルとしている。疫病に冒された建物は"Red Cross"と呼ばれる赤い独特の印が付けられる。Red Crossは「又」の字の三角部分を塗りつぶしたような形状をしている。
ウィーパー (Weeper)
ウィーパーとは「泣き人」を意味する言葉で、目から血涙を流し続けるさまからその呼び名が付いた、疫病の末期患者である。既に正気を失っており、まだ感染していない人間に襲いかかる他、地面の土や草を食したり口や鼻から吐瀉物や血を撒き散らす等の悲惨な症状が見られる。
鯨 (Whale)
現実の鯨と違い、旧約聖書の海の怪獣レヴィアタンを彷彿とさせる特徴的な外見をしている。シルエットはマッコウクジラに似ているが、ハクジラではなくヒゲクジラであり、胸ビレよりも前に数本の触手を持つ。青白く発光する高揮発性の鯨油を採る事が出来る。
鯨油 (Whale Oil)
名前通り鯨から採油した油だが、現実の鯨油とは性質が異なる。ダンウォールの技術革新を可能とした最大要因である。ゲーム中ではソコロフ設計によるガラス製の鯨油タンクに詰まった状態で登場する事が多い。保安装置を停止および作動させるのに使用する他、衝撃を与えると爆発する性質を利用して爆弾として扱う事もできる。
虚無の世界 (The Void)
アウトサイダーと彼の神殿が存在する超現実的な空間。アウトサイダーに選ばれた人間しか訪れる事が出来ない。少なくともコルヴォの場合は、薄明るい巨大な空間にダンウォールの町並みが細切れになって浮かんでいる奇妙な光景の場所として現れる。
超常能力 (Supernatural Ability/Supernatural Power)
現実の物理法則を超越した不思議な力。アウトサイダーは適していると判断した者にこの力を与えている。彼曰く、虚無の世界よりさらに一段上の次元にうずまく力との事。ダンウォールの人達は黒魔法と呼び恐れている。劇中に登場する能力者の多くは力の強大さを持て余して、発狂したり自らを破滅に追い込んだりするなどの悲惨な末路を辿る事が大半である。
ルーン
前述の通り、鯨骨に魔術的な記号を刻んだお守り。アウトサイダーによると、現在ダンウォールがある場所に1000年前に存在した別の文明に由来するものらしい。大修道院にとっては異端者の証でもある。
ボーンチャーム
こちらは船乗り達が作ったお守りが神秘的な力を帯びたもの。鯨骨の前はセイウチの牙などを利用していた。やはり大修道院にとっては異端の品である。
大衆の大修道院 (The Abbey of the Everyman)
ダンウォールで大きな権力を持つ宗教団体。アウトサイダーと彼に対する信仰を異端とみなしており、撲滅を目指している。七つの戒律と呼ばれる規律を厳格に遵守させようとする強権的組織だが腐敗が進んでいる。
レンヘイブン川 (Wrenhaven River)
ダンウォール市内を二分する大河。王宮であるダンウォールタワーやハウンドピッツ・パブや浸水地区はこの川のほとりに存在する。多くの大橋が架かっていたが、カルドウィン橋などの一部を除き崩落している。
浸水地区 (Flooded District)
もともとはダンウォールの金融地区であった区画でレンヘイブン川のほとりにある。ジェサミンの存命時に川の堤防が崩壊し、それ以降は打ち捨てられてしまう。表向きには疫病の療養所が存在する事になっているが、実際には感染者の遺体が捨てられ、生きている感染者も封じ込めるだけで治療等は一切行われない、極めて劣悪な場所である。また、ダウドと捕鯨員の根城もここに存在する。

## 製作
Dishonoredは2011年7月に、Microsoft Windows、Playstation 3、Xbox 360向けの一人称ステルスアクションアドベンチャーゲームとして、ベセスダソフトワークスが発表した。本作は2010年8月に、ベセスダの親会社Zenimax MediaがArkane Studiosを買収したのに続いて、ベセスダから発売される初めてのArkane Studiosのゲームである。
Arkane Studiosの創設者ラファエル・コラントニオや、ゲームの総監督として、Deus Exの設計主任を務めたハーヴェイ・スミスに、本作の設計主任を務めるDeus Exの開発者のひとりだったリカルド・ベアが主な初期メンバーだった。ハーフライフ2の舞台「City 17」のデザイナーを務めた意匠監督のヴィクトル・アントノフや、美術監督のセバスティアン・ミトンがアートチームを牽引している。
スミスや、コラントニオ、アントノフ、ミトンは製作の準備に3年を費やした。ミトンは2009年5月にアントノフに接触し、新しい知的財産のために、芸術的価値観を作り上げたいと彼の助けを求めた。Arkaneチームのフルメンバーにはフランスのリヨンや、米国のオースティン、テキサスなどでこのゲームのため働いている事務員も含んでいる。
製作は手法に影響を受けた。それはチームが、例えばハイジャンプ（アジリティ）とテレポート（ブリンク）を組み合わせて、どちらか一方を独立して使うよりも大距離を移動できるような、それぞれのプレイヤーが独自の能力や道具を開発できるといいということを発見したことである。そういった開発を制限する代わりに、チームはそれらをあらかじめ用意するようなレベルデザインに取り組んだしかし、良さそうな発想でも、プレイヤーが壁伝いに動ける二次元の影になる能力などは、このゲームに不適切だと判断された。
このゲームは、PCでXbox 360もコントローラーを使用するコンソールバージョンと比較される、PC版は専用のインターフェースとオプション項目が用意されている。スミスは、特に自由なプラットフォームについてのこの情熱がそれに対して開発することを許す哲学だと説明し、ゆえに、インターフェースで、PC作品についての彼らの情熱は、同時にXbox 360のファンがプラットフォームの実績を開発することが許されている。

### 意匠と開発

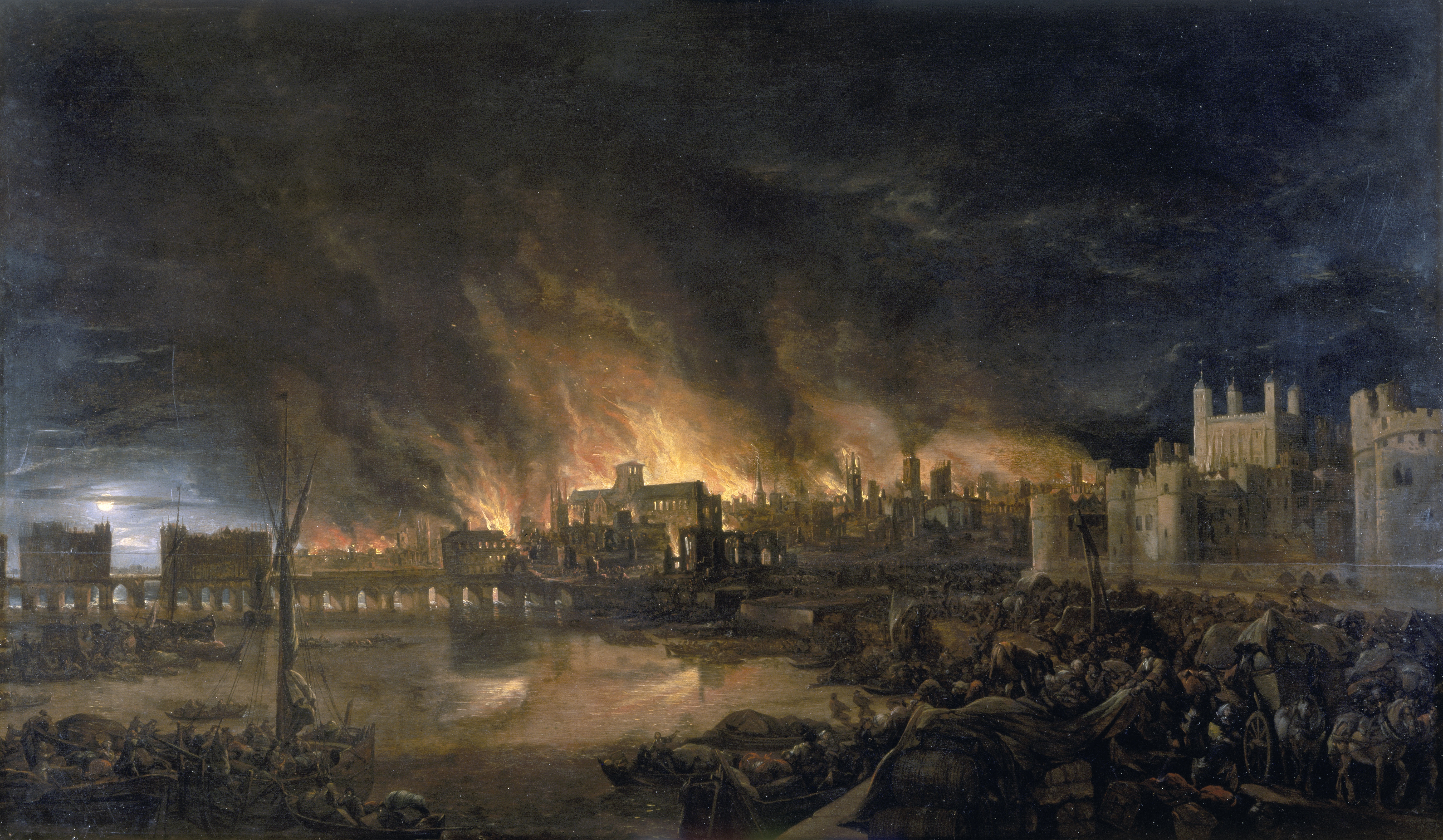
17世紀のロンドン、大疫病と大火災で苦しんでいる、架空都市ダンウォールの発想の源泉となった。

アートチームは開発中もずっと主張し続けた、開発期間の終わりまで、製作準備を伸ばすべきだと。図案はすべて機械的に再現するのではなく、手描きである。「現代でも通じるようなかっこよさ」と「その時代（過去のロンドン）の雰囲気」を思い描いて意匠されたダンウォールの街は、19世紀初めから20世紀にかけてのロンドンとエディンバラに着想を得たものである。しかしながら、開発の最初期の段階においては、ゲームは17世紀のロンドンが舞台だった。ロンドンが最初の設定だったのに、どうしてその意味ありげな発想を変えてしまったのかを説明しようと、スミスはこのように説明した。
それがあの疫病の最後の年であり、ロンドン大火の年でもあったからです。もちろんスラム街が焼けて跡形もなくなったことで疫病の流行は終息したのですが……。このような類のゲームでは、緊張を高め、はっきりいえば世界をもっとワクワクするものにする方法をいつも探していますし、それに埋め尽くすような群衆がどうして市場にいないのかの言い訳も欲しいです。それで、ネズミの群れというのを思いついた人がいたんです。それとは別に召喚について話し合っていたので、ネズミを召喚できるようにしたり、死体を隠す手間を省くために、ネズミにそれを掃除させたりできるようにするのはどうかと考えました。すべてのピースが、ぴったりとはまっていったのです。
アントノフはロンドンから得たインスピレーションをこのように説明した。「巨大都市、だが小汚く、混沌としていて強烈だ……そして異国風味とアメリカやヨーロッパのような雰囲気を併せ持っている」と。アントノフは異文化への理解の重要性を強調した、その理由は、「新しいフィクションを作り上げると、いろんな人に伝えたくなる」からだそうだ。彼はエディンバラは抑圧の観念と多様な建築デザインを与えてくれたと説明した。それが、アントノフがいうスチームパンク流のデザイン―真鍮、リベット、蒸気－とは違う未来像、と組み合わされた。この世界のデザインの要素にはゲーム内での架空の、実際とは異なる産業革命から生まれたものもあり、他のものはあえて印象的にしてある。アントノフとミトンは、調査の一環としてロンドンとエディンバラを旅行し人や場所やものの写真を撮った。この二人組は人通りが多い通りを避けて、ゲームの世界にもっとよくはまる横道や路地裏に集中した。ミトンは「私たちはネズミの視点からゲームをデザインしようとしていたのです……私たちが小さな町を持っていたら、無理な視点から、何が私たちが探索できる異なるすべてのアングルなのか。」と発言した。
ミッションはプレイヤーがやると面白いと感じたことも合わせた以前の興味深いアイデアをもとにしていた。小道はターゲットのエリアにアクセスするためと定められ、理想的な小道が開発され、拡大していった。エリアには巡回するルートや機能が割り当てられたNPC達が住んでいた。デザイナーはエリアにチャレンジか使うことができる力にぴったりなチャレンジを提供するかどうかテストするために、プレイヤーがアビリティやパワーを使うレベルにどの程度影響されるか観察し、必要に応じレベルを変えていった。
ゲーム内のキャラクターには古典のアドベンチャーや海賊ブラッド(1922年)のような海賊物語のイラストに触発された作法が用いられているが、政治的な過ちやリアリズムの感覚も持っている。解剖学の専門家はイギリス人を参照したキャラクターの顔の形態学を確認する事を援助した。アントノフとミトンはゲーム内の美術のいくつかを意匠し、塗ってもらうためにロシアの織物のカーペットのデザイナーを雇った。
プレイヤーのパワーの効果のバランスをとることは困難なものだと考えられており、コラントニオは「我々はプレイヤーが本当にクールになると思って、プレイヤーに非常に強い力を与えたかったが、同時に、ゲームを簡単にしすぎたくはなかった。」と発言した。すべての力に、持続期間、マナコスト、頻繁に使うとコストがかかりすぎたり、効果の長さを制限したり、有効範囲内で最も威力が出るといった、バランス調整のための設定変更が繰り返された。

## 発売
DishonoredはMicrosoft WindowsとPlayStation 3、Xbox 360のプラットフォームに2012年10月9日に北アメリカとフランスで初めて、続いて10月11日にオーストラリアと日本、10月12日にフランス以外のヨーロッパで発売開始された。
さまざまな予約特典としてDishonoredのテーマにした72枚のタロットカードや、USBの鯨油ランプ、スマートフォンの保護ケースなどが用意された。DLC の特典はプレイヤーキャラクターが有利になるアイテムパックで、通常手に入らない特別なボーンチャームやお金、ゲーム中の生物を模した小像（持つとボーンチャームと同じく小さな特典が得られる）を提供する4種類の「アーケイン アサシン」や「シャドウ ラット」、「バックストリート ブッチャー」、「アクロバティック キラー」パックが存在する。DLCに限っては日本のXbox 360版にも同梱された。
「Dishonored: Rat Assassin」という名前でiOS向けのスピンオフのゲームをBethesda Softworksが製作し、2012年8月30日に無償で提供した。プレイヤーがナイフやクロスボウを使って、爆弾を避けてラットを殺すゲームである。同月に、本作がリアリティ番組Face Offで特殊メイクの題材として使われた。

### ダンウォール物語
ゲームの前日譚を描く「ダンウォール物語（英題：The Tales from Dunwall）という3作の短編アニメーションが発売直前の2012年9月に公開された。公式サイトおよびYouTubeにて視聴が可能である。
鯨油の活用法の発見、小さな少年がアウトサイダーの印を受け取り復讐を誓ったときの逸話、ピエロがコルヴォの仮面を作った時のことをそれぞれ描いている。三つの動画すべてが米国の広告制作会社Psyopと広告代理店Rokkanの手によって作られ、クロエ・グレース・モレッツがナレーションをし、ダニエル・リヒトに監修された。

#### Chapter1 - The Awakening（第1章 はじまり）
長きにわたり才能を認められなかった自然哲学者エスモンド・ローズバロー(Esmond Roseburrow)は、鯨肉の切れ端を求めてダンウォールの鯨屠殺場を訪れる。そこで鯨油の揮発性を発見した彼は、それを活用した新技術を開発する事で巨万の富を得る。ある日、若きソコロフが画期的なアイディアを持ち込み、ローズバローは彼を後見する。
しかし、ソコロフが開発した数々の装置は衛兵隊の強権的統治を助長させてしまう。自らが手がけた技術によって社会が悪しき方向に向かう事に耐えられなくなったローズバローは、皮肉にも自身が開発した鯨油駆動式のピストルで自害してしまう。

#### Chapter2 - The Hand That Feeds（第2章 力を与える手）
ローズバローの死からしばらくの時が流れた。治安は悪化の一途を辿っている。大人や他の子供にいじめられ続けたとある少年は白ネズミを唯一の友としながら、路地裏で怯えて暮らす日々を送っていた。ある日、少年はアウトサイダーから印とネズミの召喚術（ラットスワーム）を受け取る。唐突に暴力を手にした彼は、自分をいじめ続けた者たちへの報復を始めるが、その際に召喚したネズミに印を噛まれ、力も失ってしまう。
噛まれた際に疫病に感染し、血涙を流すウィーパーと化した少年は死ぬ前に感謝の意を伝えようとアウトサイダーを探す。しかし、アウトサイダーは彼の前に二度と現れなかった。

#### Chapter3 - In The Mind of Madness（第3章 乱心の中で）
女王の死後、コルヴォと出会う前のピエロは夜毎に見る悪夢の所為で寝不足になっていた。ある日、ハブロックの依頼で仮面を作る事になったピエロは、しかしながら寝不足の所為か仮面制作という簡単な作業さえ出来なくなっていた。
作業台の上で居眠りしたピエロはいつもの悪夢と違う夢を見ていた。夢の中で虚無の世界に入り込んだ彼は、そこで「死」が背後から見ている事に気がつく。そしてピエロは自分が何をするべきなのかを知り、仮面作りを再開する。
出来上がった仮面は死を想起させる不気味なドクロをかたどった物となった。後にこの仮面を付けるコルヴォは多くの者に死をもたらす。

## 評価

### 発売前
Dishonoredは2012年のElectronic Entertainment Expo(E3)で一般のゲームの観客に展示しており、en:Game Critics Awardsから、ベストアクション/アドベンチャーゲームとベストコンソールゲームとベストオリジナルゲームと総合ベストオブショウアワードの4つにノミネートを受けた。このイベント側もこのゲームを見て、このように評価した。「ベストオブショウ」はGameSpyと、Joystiqの主筆Ludwig Keitzmannから受賞し、そしてDestructoidとEGMにノミネートした。 「ベストアクションゲーム」はGameSpyと、EGMから受賞し、Destructoidにノミネートした。「ベストオブE3 2012エディターズ」をen:Game Spotから受賞、「モストオリジナルゲーム」をG4TVから受賞、「ベストオブショウ」をen:Digital Trendsから受賞、「ベストオブE3セレクション」をYahoo Gamesとen:Game Revolutionから受賞、「E3のザベストゲーム」をCinema Blendから受賞、「トップテンゲームオブE3」をペーストから受賞、そして「ブリンク」アビリティがKotakuの「トップ27ゲームアイデアズ」の一つになった。加えて、ミトンとアーティストセルゲイ・コレゾフのゲームのアートワークの一つ、「Regent」がエンターテインメントソフトウェア協会の一人に選ばれて、en:Academy of Interactive Arts & Sciencesのピクセルアートで展示される2012年の16作品の一つとなった。2012年夏に開催される2012年度en:gamescomの見本市で、このゲームはPlayStation 3とXbox 360の両方で「ベストオブゲームズコム」と「ベストコンソールゲーム」を受賞した。同じイベント内で、en:EurogamerはDishonoredを「ゲームオブザショウ」とした。

### 発売後の批評
Dishonoredは批評者から高評価を得た。レビューサイトの集計を出しているen:GameRankingsはMicrosoft Windowsバージョンの8つのレビューの得点の平均が、90.62%、PlayStation 3バージョンの21個のレビューの平均が89.79%、Xbox 360バージョンの30のレビューの平均が89.18%であったと発表した。Metacriticも、Microsoft Windowsバージョンの20個の評価から100点中91点、PlayStation 3バージョンの21個の評価から100点中89点、Xbox 360バージョンの46個の評価から100点中89点であったと発表した。
en:Shacknewsのジョン・キーファーはこのゲームは「ストーリードリブン形式のロールプレイングゲームでは至極だ。Arkaneは模倣する価値のあるゲームの公式を作り上げた。」と評した。特に、ついついハマってしまうかもしれないと感じたストーリーを称賛し、例えばパワーのようなゲームに弄された技術はその本質ではなく、ストーリーを減じていないと評価した。けれども、彼は一部のミッションは説明が不足しており、プレイヤーが迷子になってしまう、また、あるストーリーのポイントにはもっと説明が必要だとも感じた。en:The Vergeの記者ギーズは「末期的な物語の過ち」を作ったと酷評したが、その「統一されたビジョン」と「雰囲気を出すための現代とは異なるデザイン」を称賛した。IGNのカム・シェアも「記憶にはっきりと残った部分を合わせたよりもDishonoredのストーリーが素晴らしくないというのは残念だ」といったが、「Dishonoredは友達と語り合いたくなるようなゲームで、何週でもプレイしたくなるだろう。」と力説した。
G4TVのジェーク・ガスキルは「Dishonoredはクリエイターによって結ばれた、見事で、あるいは狂人的で、野心的な約束をほとんど毎回果たしてくれる。」と評した。en:Eurogamerのダン・ホワイトヘッドはそれを2012年で最高のゲームの一つと呼び、ユニークで、独創的で、特徴的なミッションがアーチ状のストーリーがひっくり返って忘れられないゲームプレイを許すが、後のゲームが、より一般的なミッションと予期せぬ結末を提供できるのか考えたと言った。また、ホワイトヘッドは前後の操作への反応が鈍く、バグの多い敵のAIに批判的である。en:Giant Bombのパトリック・クレペックは戦闘は「いい感じ」だと思ったといい、多様な手法でミッションをクリアすることを許した「予言的な」魔法の能力を称賛した。クレペックはまた、全体的なストーリーの質とくどい会話とエンディングを批判した。
米Kotakuのジェイソン・シュライアーはゲームプレイの自由さを称賛し、同時に「Dishonoredのプレイはデザイナーの遊び場に入るような気がする。道具の一式を渡され、その道具で実験したり、壊したりできる……。」と言っている。 en:Game Informerのジョー・ジューバーは予想できないステルス・メカニックをもたらす、支離滅裂な敵の捜索を批判した。ジューバはこのゲームはより困難なゲームプレイと、不満足なエンディングと二者択一的なゲームプレイスタイルでステルスを促進することで暴力的なプレイヤーを罰しているとコメントした。けれど、ジューバはこのアートデザインを称賛した。en:Computer and Video Gamesのアレックス・デイルはこのゲームを「今世代で最高のゲームの一つ」と呼び、Dishonoredはより古いゲームを吸収し、プレイヤーがアドバイスなしで解決法を理解できるようにしという点で卓越していると考えていた。デイルはそれは「この長い間で」最初の本当のステルスゲームだといい、今世代のゲームでは、Thiefシリーズが最も近い例えだとした。
また、「Dishonoredはあなたにそこにあるものすべてを見ることを要求しない、あなたがそうすることを保証できるほど十分強制的ではあるけれども」といい、このゲームの多様なリプレイ性を称賛した。
テレグラフ紙のトム・ホギンズはこのゲームをDeus ExやThiefのような「プレイヤーの選択とコントロールを重視した世紀の変わり目であるということから、男のゲームだと思っている」と比較した。また、同時代の「騒々しく、軍事に取りつかれたような絶叫マシンとは相互に、ほとんど類型的作品がない」とも対比した。ホギンズはアビリティをアンロックした後、クリアしたミッションを再プレイできないことと唐突なエンディングに批判的であった。en:News.com.auのウィリアム・コルヴィンはこのゲームを「中間の大成功」と説明し、「それはヴィジュアルと、ストーリーと、キャラクターのパフォーマンスの基準となり、本当に問われるべき唯一の欠点は多すぎる選択が与えられることだけだ」といった。彼はまた、それは「あなたが今年プレイできるゲームの中で、確かに最高に見えるゲームだ」といった。Joystiqのアレキサンダー・スリヴィンスキはこのゲームストーリーはダンウォールの作られた世界のほとんどを探検しないと感じたが、操作はうまく動いているといい、設定により可能になるゲームのメカニクスを称賛した。 GameSpotのクリス・ウォーターズは敵の知能を批判したが、リプレイ性を称賛した。ウォーターズは「いやおうなしにリプレイしたいと思うまれなゲームだ……。抗いがたい魅力を持ついアビリティに、大胆なアートデザイン、多彩なキャラクター、そして何より、自由度の高さがDishonoredを今年もっとも驚異的なゲームの一つにしている。The Escapistのスーザン・アーレントはストーリーの良いペース配分を好んだ。アーレントは十分にアップグレードをしたとき、将来の強化とリソースのために、同レベルの探索の望みが絶たれている能力を有利にする、保障されたプレイスタイルとともに、将来の適応性の深さも欠点だといった。

### 売り上げ
発売の前週(9月30日-10月6日)、このゲームはPC向けゲームソフト販売の最大手であるSteamで3番目に売れているゲームだった。